# Lion Erwteman
Lion Samuel Erwteman (Eindhoven, 30 juni 1949) is een Nederlandse voorganger en spreker uit Amsterdam.
Erwteman is geboren als kind van twee liberaal-joodse ouders die de Tweede Wereldoorlog hebben overleefd. Hij studeerde biologie aan de Universiteit van Amsterdam en behaalde zijn master in 1978. In 1980 emigreerde Erwteman met zijn gezin naar de Verenigde Staten waar hij theologie studeerde naast de Talmoed. Sinds 1991 is hij voorganger van de messiaanse Beth Yeshua in Amsterdam. Deze gemeente stichtte hij samen met zijn vrouw.

## Persoonlijk
Erwteman woont in Houten, is getrouwd met Elze Ooms en heeft drie kinderen.